# Pseudaugochlora praepotens
Pseudaugochlora praepotens är en biart som först beskrevs av Joseph Vachal 1904.  Pseudaugochlora praepotens ingår i släktet Pseudaugochlora och familjen vägbin. Inga underarter finns listade i Catalogue of Life.